# Léon Letort
Léon Letort, né le 18 septembre 1889 à Piré-sur-Seiche et mort le 10 décembre 1913 à Barbezieux, est un aviateur français.

## Biographie
Léon Letort est le dernier-né d'une famille nombreuse et riche, 4e garçon et 8e enfant. Ses parents tiennent un commerce de tissus et nouveautés place de l'Église à Piré-sur-Seiche.
Il commence ses études à l'école des frères Lamenais du Thabor à Rennes. Il poursuit ses études au collège Saint Martin dans la même ville pour suivre le cours de français.
Mais il a le goût pour la mécanique.
En quittant le collège à 18 ans, il se lance dans l'automobile puis dans l'aviation.
Il obtient son brevet de pilote sous le numéro 170. Ce qui signifie qu'il était un des premiers à se lancer dans cette voie.
Il entre dans la maison Blériot.
Léon Letort effectue son service militaire comme aviateur chez les sapeurs. Le 15 avril 1912, il participe au meeting aérien de Pâques aux Gayeulles à Rennes
sur un Blériot, celui de Kuhling. 
Au mois de septembre 1912, il entre en campagne. La Guerre des Balkans venait d'éclater. 
C'est dans ce conflit que l'on utilise une des premières fois l'arme aérienne. 
De tous les aérodromes de France partirent des avions vers l'Orient. 
Comme tous les autres jeunes aviateurs français, il ne s'intéressa pas directement aux raisons du conflit., s'efforçant de faire de son engin, une arme décisive pour son pays.
Léon Letort retourne par la suite dans la maison Blériot. Il est alors considéré comme l'un des meilleurs et plus sûrs pilotes.

## Ses exploits
Léon Letort accomplit deux fois le trajet Paris-Dantzig, soit 1 300 kilomètres.
Il se rend deux fois de Paris à Berlin, dont l'un sans escale. 
Par ce dernier vol effectué le 14 juillet 1913, il devient le détenteur de la distance parcourue sans escale (environ 590 miles en 8 heures) qui surpasse le vol effectué le 24 avril 1913 par Eugène Gilbert, qui s'était envolé de Villacoublay à Vittoria, en Espagne (513 miles, en huit heures et demie).
D'autre part, il effectua le vol Berlin-Paris avec l'Estonienne Ljuba Galantschikoff.

## Son dernier vol
Le 10 décembre 1913, Léon Letort prend le départ pour une course Paris-Bordeaux-Paris sans escale organisée par l'Aéro-Club de France.
Parti de Bar-le-Duc, il est obligé d'atterrir à Barbezieux.
Au moment où il touche terre, l'avion capote et s'écrase sur lui-même.
Il décède à son arrivée à l'hôpital de Barbezieux.

## Son inhumation
Léon Letort est inhumé à Piré-sur-Seiche, le 15 décembre 1913, au milieu d'une foule considérable.